# Jakow Pawłow
Jakow Fiedotowicz Pawłow (ros. Яков Федотович Павлов, ur. 4 października?/17 października 1917 we wsi Kriestowaja, ob. w obwodzie nowogrodzkim, zm. 28 września 1981 w Nowogrodzie Wielkim) – radziecki wojskowy, dowódca obrony placu 9 Stycznia (w tym Domu Pawłowa) podczas bitwy stalingradzkiej, Bohater Związku Radzieckiego (1945).
Urodzony w 1917 roku, wstąpił do Armii Czerwonej w 1938. W czasie II wojny światowej walczył w szeregach Frontu Stalingradzkiego, 3 Frontu Ukraińskiego i 2 Frontu Białoruskiego, z którym doszedł do Szczecina. Po wojnie został odznaczony m.in. Medalem Złotej Gwiazdy i Orderem Lenina (27 czerwca 1945), Orderem Rewolucji Październikowej i dwoma Orderami Czerwonej Gwiazdy. Był trzykrotnie wybierany do Rady Najwyższej Związku Radzieckiego.

## Pamięć

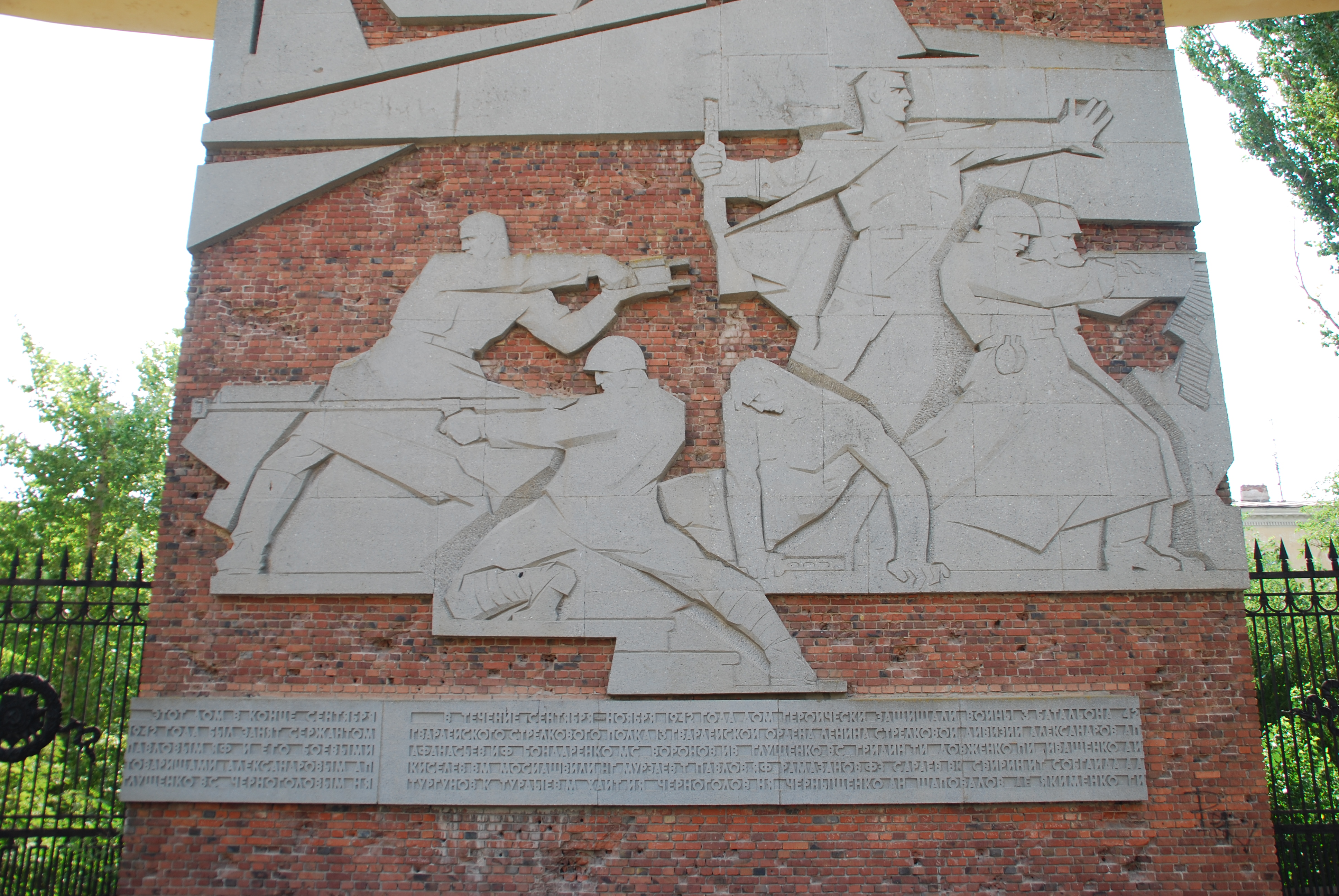
Tablica pamiątkowa na domu Pawłowa w Wołgogradzie
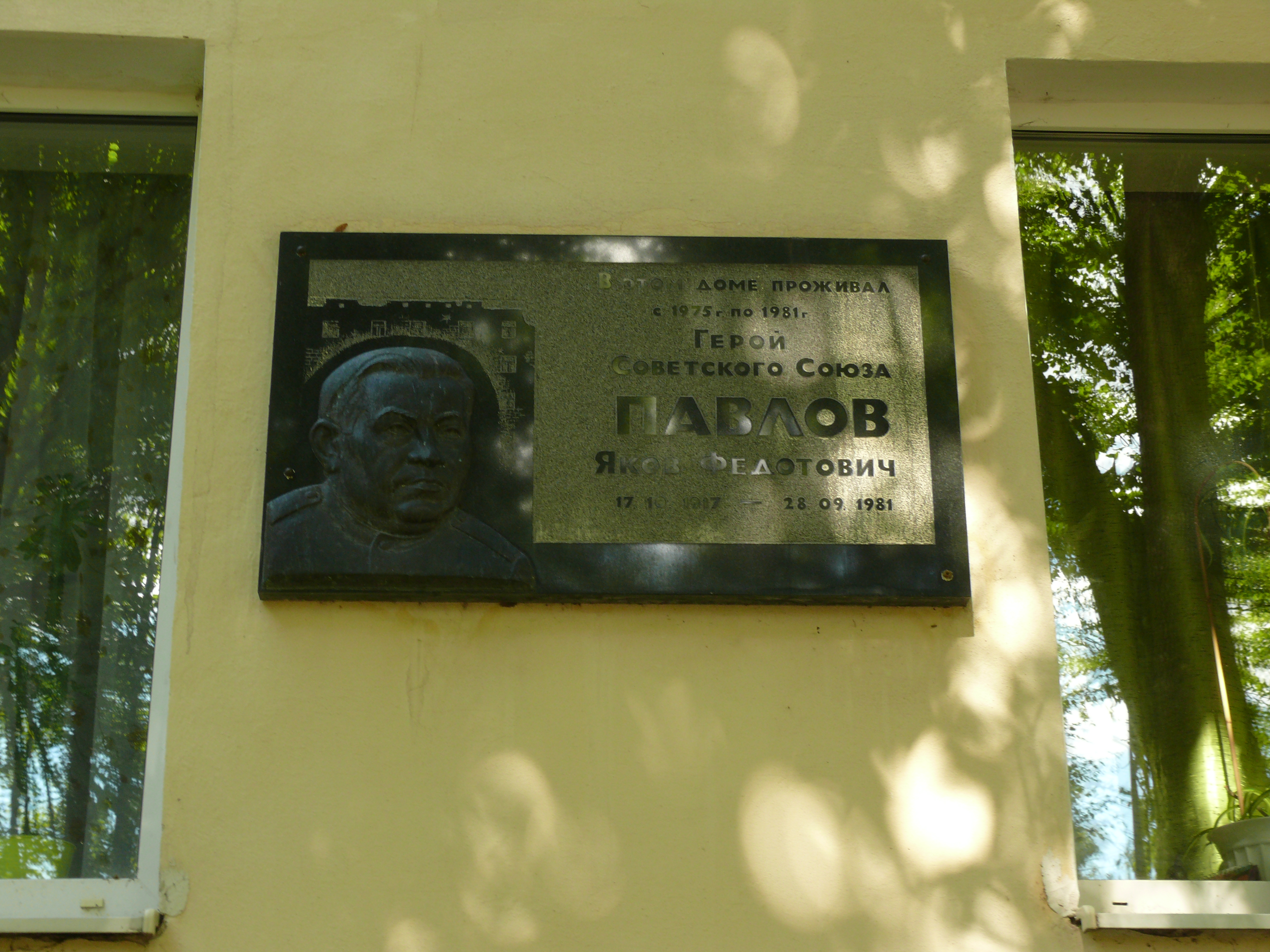
Tablica pamiątkowa na domu przy ul. Szczytnoj w Nowogrodzie Wielkim, gdzie mieszkał Pawłow
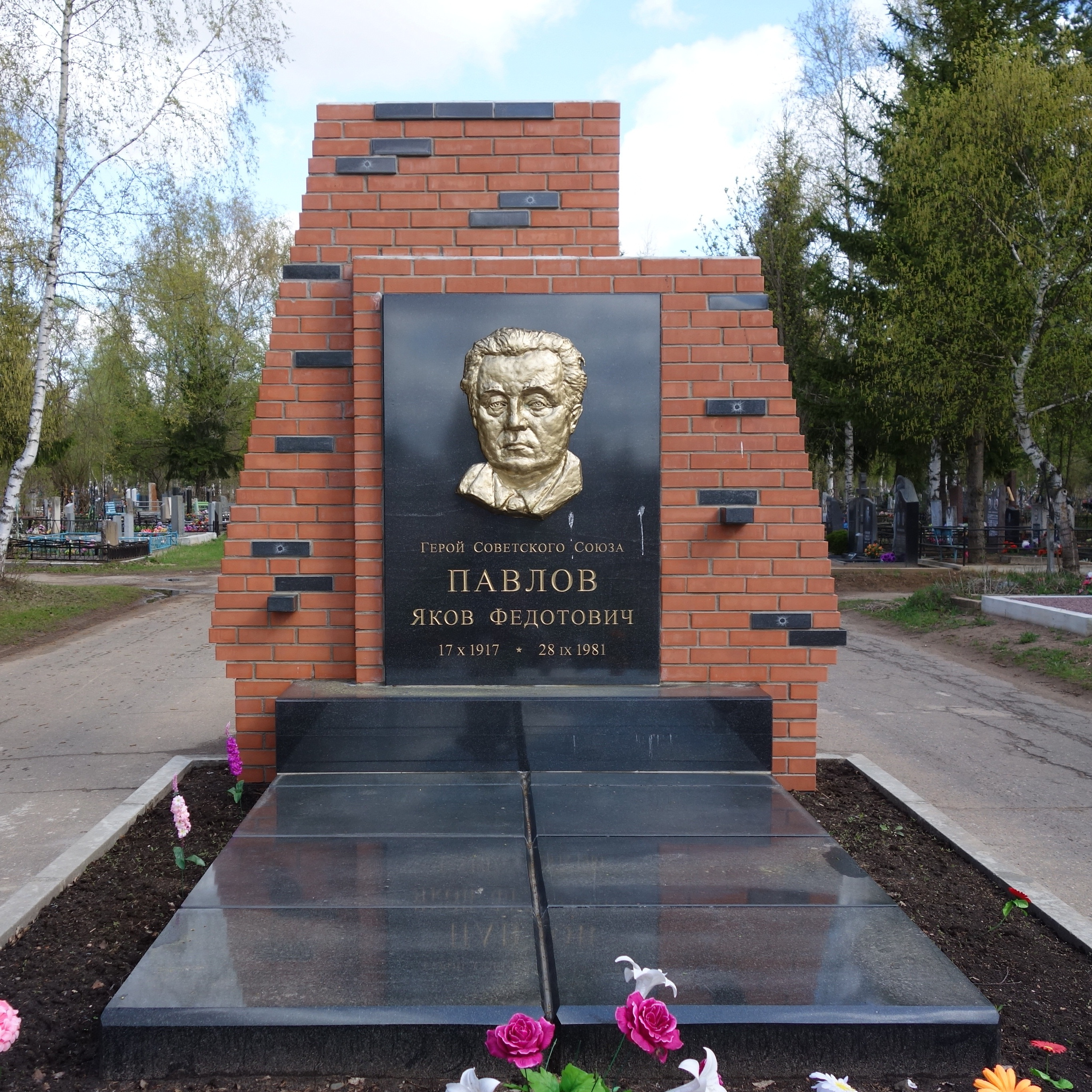
Pomnik nagrobny Pawłowa na Cmentarzu Zachodnim w Nowogrodzie Wielkim